# Acanthopsyche modesta
Acanthopsyche modesta är en fjärilsart som beskrevs av Jean Bourgogne 1978. Acanthopsyche modesta ingår i släktet Acanthopsyche och familjen säckspinnare. Inga underarter finns listade i Catalogue of Life.